# چیلک علیا
چیلک (چِلَک) علیا ، روستایی است از توابع بخش مرکزی شهرستان نوشهر در استان مازندران ایران.

## جمعیت
این روستا در دهستان بلده کجور قرار دارد و براساس سرشماری مرکز آمار ایران در سال ۱۳۸۵، جمعیت آن ۳۶۹ نفر (۹۲خانوار) بوده‌است. مردم چیلک علیا از قومیت طبری هستند. مردم چیلک علیا به زبان طبری با گویش کجوری سخن می‌گویند.